# Seres János
Seres János (Selyeb, 1920. július 22. – Miskolc, 2004. december 11.) magyar festőművész, a Széchenyi Irodalmi és Művészeti Akadémia Miskolci Területi Csoportjának tagja. Miskolcon alkotott.

## Élete, munkássága

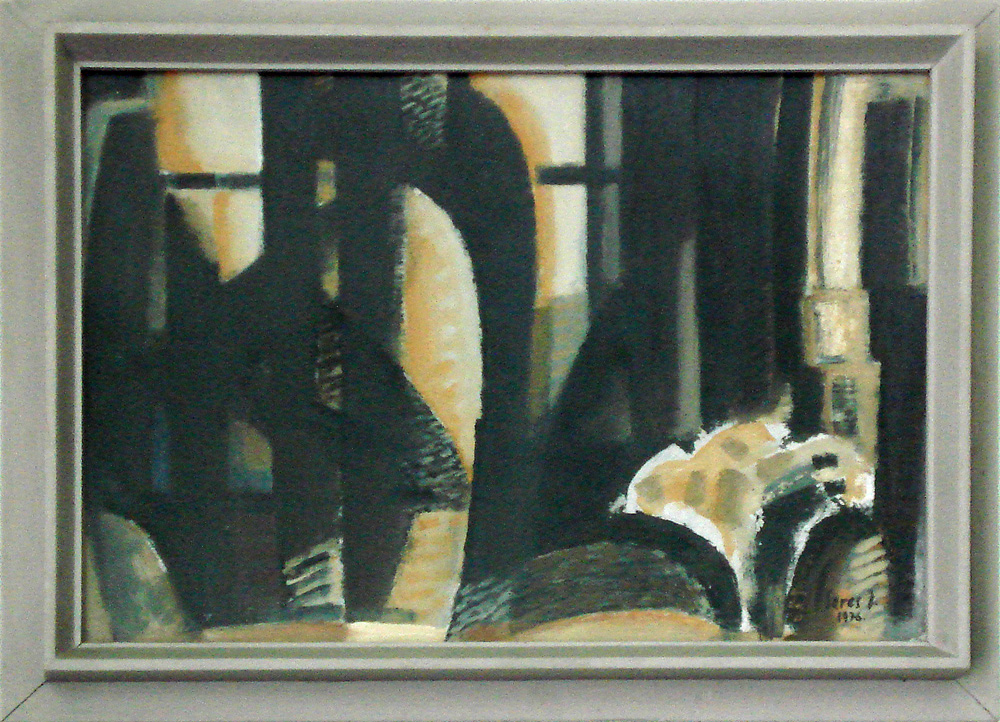
Seres János alkotása

Seres János Selyeben, az egykori Abaúj-Torna vármegye falujában született, a Cserehát térségében. A vidék később, egész művészi pályafutása során ihletője maradt. Apja  a „hatholdas” Seres János, anyja Hornyák Mária. Az apa olvasó, művészetkedvelő ember volt, s miután fény derült legnagyobb fia rajztehetségére, felkereste Miskolcon a református gimnáziumot, és kérte fia taníttatását. Az iskola és a református egyházközség felvette a tízéves fiút „hetes diák”-nak. Ez azt jelentette, hogy a fiú minden nap más-más tehetős családnál ebédelt, a szállásról azonban maguknak kellett gondoskodniuk. Jól tanult, rajzban és irodalomban tűnt ki leginkább. Nagy szerencséjére a rajztanára a sok más művészre is ható Imreh Zsigmond festőművész volt, aki kiemelt feladatának tekintette Miskolcon a művészeti kultúra terjesztését. Az ifjú Seres János állandó vendége volt a helyi kiállításoknak, rendszeres múzeumlátogató volt, sokat olvasott. Elhatározta, hogy festőnek tanul. Érettségi után azonban dolgoznia kellett, mert a szülői támogatás nem volt elégséges a budapesti továbbtanuláshoz.
A Képzőművészeti Főiskolán Burghardt Rezső osztályába osztották be, ám ő átkérte magát Rudnay Gyula csoportjába. Rudnayt nem tartotta sokra a korabeli műkritika, maradinak, idejétmúltnak tartották, de Seres Jánost megragadták a remek művészetpedagógus hírében álló mester festményei. Tanítványai szeretettel és tisztelettel tekintettek mesterükre, akinek korrektúráit más osztálybeli hallgatók is tömegesen látogatták. Seres kiváló tanítvány volt: már az első alkalommal kiírt féléves osztálypályázaton győztes lett. Sokat fejlődött a rajztudása, ami annak is köszönhető, hogy Rudnay osztályában majd két évig szinte alig festettek: rajzolniuk kellett. Innen eredeztethető, hogy Seres János milyen fontosnak tartotta a rajzot, és festményeinek mindegyike is rajzi indíttatású. A pesti tartózkodás költségeit Seres rajzolóként kereste meg, az Államtudományi Intézetben készített ábrákat és feliratokat. Tanulmányai alatt a Hársfa utcai diákotthonban lakott, ahol egyfajta ellenzéki és liberális szellem uralkodott, ellentétben a harmincas évek más hasonló intézményeitől. A háború kitörése után Seres a Csehszlovákiától visszacsatolt Felsőbalog művésztelepén ismerte meg majdani feleségét. Összeházasodtak, de röviddel ezután behívták katonának. A háború után szovjet hadifogságba esett, és csak 1947 nyarán jutott haza. Miskolcra került, ahol a népi kollégiumok szervezésében tevékenykedett, és rövidesen nevelői állást és lakást is kapott. Ekkor utazhatott utána Magyarországra felesége és két gyermeke.
Seres János lelkesen vett részt a miskolci képzőművészeti élet újbóli felpezsdítésében. Barátaival, Bod László festőművésszel és Várady Sándor szobrászművésszel kiállításokat szerveztek, szabadiskolát alapítottak, és országjárásaik során terjesztették a kultúrát. A népi kollégiumok feloszlatása után a Bányaipari Technikumban kapott tanári állást, ahol annak felszámolásáig dolgozott. Az ő kezdeményezésére jött létre az I. Országos Miskolci Képzőművészeti Tárlat, aminek a kiállítási anyagát szinte egyenként szedték össze Csabai Kálmánnal az ország különböző tájairól. A kiállítás sikere után megalakult a Magyar Képzőművészek és Iparművészek Szövetsége területi szervezete, amelynek a titkára lett. Ugyancsak ő volt az egyik motorja az Észak-Magyarországon máig életben maradt országos rendezvények létrehozásának: a Miskolci Téli Tárlat, a miskolci Országos grafikai biennále, az egri Országos Akvarell Biennále és a salgótarjáni Országos Rajzbiennále. Természetesen ezek mindegyikhez szükség volt a művész kollégák segítségére: Kondor Béla, Feledy Gyula, Csabai Kálmán és mások. Ugyancsak az ő szervező munkájának köszönhető, hogy Miskolc város létrehozta a Miskolci Galériát.
1962–1966 között a Mikoviny Sámuel Bányaipari Aknászképző Technikumban tanított. Az általa oktatott tantárgyak: ábrázoló geometria, szakrajz, szabadkézi rajz, mérőszámos ábrázolás. Szabadkézi rajz órák keretén belül alkalmanként elvitte diákjait a Herman Ottó múzeumba kiállítások, tárlatok megtekintésére, ahol műelemzéseket tartott számukra.
1968-ban meghívták az egri Ho Si Minh Tanárképző Főiskola (ma Eszterházy Károly Egyetem) Rajz tanszékére, ahol 1980-ig, nyugdíjba vonulásáig dolgozott. Jórészt neki köszönhető, hogy a Rajz tanszék az ország legkiválóbb intézményévé emelkedett, ahonnan számos kiváló kvalitású képzőművész került ki az évek során.
Seres festményei rajzi indíttatásúak. A rajz fontosságáról a következőket nyilatkozta: „Mérhetetlenül fontos, hogy azok az emberek, akik rajzot tanítanak, maguk is rajzoljanak … Lehetőség szerint olyan jellegű feladatokat oldjanak meg, ami elé az iskolában is kerülnek, hiszen ezek mindegyike olyan, … ami túlmegy a tanulmány határán … Másképp fog tanítani az az ember, aki a mesterség mai színvonalán foglalkozik a képzőművészettel.” Első rajzvázlatait kis méretben készítette el, pár vonallal jellemezte a majdani kép felépítését. „A vázlat, az első ötlet hordozza azt a friss elképzelést, ami lényegében már meg is határozza magát a munkát.” A festményei visszafogott színvilágúak – Rudnay örökség, tájképeire és csendéleteire a színek redukciója, a szerkezet és a forma kiemelése, a tér vetületként megjelenítése, a tónuskontrasztok hangsúlyozása a jellemző. Rajzainak sora jelent meg a Napjaink című folyóiratban, verseskötetet is illusztrált. Művei megtalálhatók többek között a Herman Ottó Múzeumban, a Sárospataki Képtárban és a Miskolci Galériában.

## Egyéni kiállításai
- 1963 – Szőnyi István Terem, Miskolc
- 1968 – Fényes Adolf Terem, Budapest
- 1975 – Miskolci Galéria, Miskolc
- 1979 – Egyetemi Galéria, Nehézipari Műszaki Egyetem, Miskolc
- 1980 – Mini Galéria, Miskolc
- 1987 – Sárospataki Képtár, Sárospatak
- 1994 – Lillafüredi Palotaszálló, Lillafüred
- 2002 – Herman Ottó Múzeum, Miskolc

## Válogatott csoportos kiállításai
- 1952 – Sárospataki Alkotók Háza, Vármúzeum, Sárospatak
- 1953 – 1962 – Magyar Képzőművészeti kiállítás, Műcsarnok, Budapest
- 1954, 1955 – Vidéken élő képzőművészek kiállítása, Ernst Múzeum, Budapest
- 1955-től Országos Képzőművészeti kiállítás, Herman Ottó Múzeum, Miskolc
- 1961-től Országos grafikai biennálé, Miskolc
- 1976 – V. Országos Akvarell Biennále, Eger
- 1983, 1997 – Miskolci Művészek, Herman Ottó Múzeum, Miskolc
- 2004 – Miskolci Művészek, MKISZ Kiállítóterem, Budapest.

## Köztéri művei
- 1956 – Bartók Béla (dombormű, Zeneművészeti Főiskola, Miskolc)
- 1966 – Oktatás (sgraffito, Selyemréti Általános Iskola, Miskolc).

## Díjai, elismerései
- 1974 – Heves Megye Tanácsának díja
- 1974 – Miskolc Város Tanácsának díja
- 1974 – IV. Országos Akvarell Biennále nagydíja
- 1982 – Miskolci Téli Tárlat nagydíja
- 1984 – Izsó Miklós-díj
- 1986 – Székely Bertalan-emlékérem
- 1991 – Borsod-Abaúj-Zemplén Megyei Közgyűlés Alkotói díja
- 2002 – Magyar Köztársasági Arany Érdemkereszt